# Thysanodonta aucklandica
Thysanodonta aucklandica is een slakkensoort uit de familie van de Calliostomatidae. De wetenschappelijke naam van de soort is voor het eerst geldig gepubliceerd in 1988 door B.A. Marshall.